# Parlamento Regional Bávaro
El Parlamento Regional Bávaro (en alemán: Bayerischer Landtag) es el parlamento estatal (Landtag) del estado de Baviera en Alemania. Entre 1946 y 1999 también hubo una cámara alta, el Senado de Baviera. El Parlamento se reúne en el Maximilianeum.
Las elecciones al Landtag se celebran cada cinco años y tienen que llevarse a cabo en un domingo o un día festivo. Las siguientes elecciones deben celebrarse no antes de 59 meses y no más tarde de 62 meses después de la anterior, a menos que se disuelva el Landtag.
Las más recientes elecciones al Landtag de Baviera se celebraron el 8 de octubre de 2023.

## Historia
El Landtag de Baviera fue fundado en 1818, en el Reino de Baviera. Originalmente se llamaba Ständeversammlung y estaba dividido en una cámara alta, la Kammer der Reichsräte (cámara de consejeros imperiales), y una cámara baja, la Kammer der Abgeordneten (cámara de los diputados). En 1834, el Ständeversammlung pasó a llamarse Landtag (dieta estatal).
En la República de Weimar, desde 1919 en adelante, bajo la Constitución de Bamberg la cámara alta del Landtag fue abolida y su cámara baja se convirtió en una asamblea democráticamente elegida y unicameral. En 1933, en la Alemania nazi, el Landtag sufrió la Gleichschaltung como todos los parlamentos estatales alemanes. Fue disuelto el 30 de enero de 1934.
Después de la Segunda Guerra Mundial, se promulgó la nueva Constitución de Baviera y las primeras nuevas elecciones al Landtag tuvieron lugar el 1 de diciembre de 1946. Entre 1946 y 1999 hubo nuevamente una cámara alta, el Senado de Baviera.

## Composición actual

### Resultado electoral
| Elecciones al Parlamento de Baviera de 2023 |                           |                      |           |        |           |           |
| Candidaturas                                | Candidaturas              | Candidato            | Votos     | Votos  | Diputados | Diputados |
|                                             | Unión Social Cristiana    | Markus Söder         | 5 059 571 | 37.0 % | 85        | -         |
|                                             | Votantes Libres           | Hubert Aiwanger      | 2 163 849 | 15.8 % | 37        | 10        |
|                                             | Alternativa para Alemania | Katrin Ebner-Steiner | 473 485   | 14.6 % | 32        | 10        |
|                                             | Alianza 90/Los Verdes     | Katharina Schulze    | 1 586 192 | 14.4 % | 32        | 6         |
|                                             | Partido Socialdemócrata   | Florian von Brunn    | 535 489   | 8.4 %  | 17        | 5         |
| Fuente: Parlamento de Baviera               |                           |                      |           |        |           |           |

### Órganos del Parlamento en la XIX legislatura:

#### La Mesa
| Cargo                         | Titular              | Lista  |
| ----------------------------- | -------------------- | ------ |
| Presidenta                    | Ilse Aigner          | CSU    |
| Vicepresidente primero        | Tobias Reiß          | CSU    |
| Vicepresidente segundo        | Alexander Hold       | FW     |
| Vicepresidente tercero        | Ludwig Hartmann      | Grünen |
| Vicepresidente cuarto         | Markus Rinderspacher | SPD    |
| Fuente: Parlamento de Baviera |                      |        |

#### Grupos parlamentarios
| Grupo parlamentario           | Grupo parlamentario                | Integrantes               | Líder                | Portavoz         | Escaños |
| ----------------------------- | ---------------------------------- | ------------------------- | -------------------- | ---------------- | ------- |
|                               | Christlich-Soziale Union in Bayern | Unión Social Cristiana    | Markus Söder         | Michael Hofmann  | 85      |
|                               | Freie Wähler Bayern                | Votantes Libres           | Hubert Aiwanger      | Felix Locke      | 37      |
|                               | Alternative für Deutschland Bayern | Alternativa para Alemania | Katrin Ebner-Steiner | Christoph Maier  | 32      |
|                               | Bündnis 90/Die Grünen Bayern       | Alianza 90/Los Verdes     | Katharina Schulze    | Jürgen Mistol    | 32      |
|                               | Sozialdemokratische Partei Bayern  | Partido Socialdemócrata   | Holger Grießhammer   | Volkmar Halbleib | 17      |
| Fuente: Parlamento de Baviera |                                    |                           |                      |                  |         |

#### Comisiones
| Comisiones del Parlamento de Baviera                                                      |             |                       |                     |
| Comisión                                                                                  | Presidencia | Presidencia           | Vicepresidencia     |
| Comisiones permanentes                                                                    |             |                       |                     |
| Alimentación, Agricultura, Silvicultura y Turismo                                         |             | Vacante               | Petra Therese Högl  |
| Asuntos Constitucionales, Asuntos Jurídicos, Asuntos Parlamentarios e Integración         |             | Petra Guttenberger    | Vacante             |
| Asuntos Económicos, Desarrollo Regional, Energía, Medios de Comunicación y Digitalización |             | Stephanie Schuhknecht | Kerstin Schreyer    |
| Asuntos Federales y Europeos y Relaciones Regionales                                      |             | Vacante               | Ulrike Müller       |
| Asuntos de Servicio Público                                                               |             | Martin Brunnhuber     | Alfred Grob         |
| Ciencia y Arte                                                                            |             | Michael Piazolo       | Robert Brannekämper |
| Gobierno Local, Seguridad Interior y Deportes                                             |             | Roland Weigert        | Florian Siekmann    |
| Medio Ambiente y Protección del Consumidor                                                |             | Alexander Flierl      | Vacante             |
| Peticiones y Quejas                                                                       |             | Gülseren Demirel      | Harald Schwartz     |
| Presupuesto Estatal y Asuntos Financieros                                                 |             | Josef Zellmeier       | Bernhard Pohl       |
| Trabajo y Asuntos Sociales, Juventud y Familia                                            |             | Doris Rauscher        | Thomas Huber        |
| Salud, Atención y Prevención                                                              |             | Bernhard Seidenath    | Ruth Waldmann       |
| Vivienda, Construcción y Transporte                                                       |             | Jürgen Baumgärtner    | Martin Behringer    |
| Comisiones de Investigación                                                               |             |                       |                     |
| Potencial de la Sociedad, la Economía y la Administración                                 |             | Steffen Vogel         | Markus Saller       |
| Comisiones de control parlamentario                                                       |             |                       |                     |
| BayernFonds                                                                               |             | Josef Zellmeier       | Barbara Fuchs       |
| Control Parlamentario                                                                     |             | Steffen Vogel         | Wolfgang Hauber     |
| Elección Judicial                                                                         |             | Ilse Aigner           | Vacante             |
| Fuente: Parlamento Regional Bávaro                                                        |             |                       |                     |

## Histórico de resultados y distribución de escaños
|  | 72,1 % |

| 9   | 51  | 3   | 109 | 8   |
| KPD | SPD | FDP | CSU | WAV |

|  | 70,6 % |

| 54  | 9   | 104 | 13  |
| SPD | FDP | CSU | WAV |

|  | 79,8 % |

| 63  | 39 | 12  | 64  | 26  |
| SPD | BP | FDP | CSU | BHE |

|  | 82,4 % |

| 61  | 28 | 13  | 81  | 19  |
| SPD | BP | FDP | CSU | BHE |

|  | 76,6 % |

| 64  | 14 | 8   | 101 | 17  |
| SPD | BP | FDP | CSU | BHE |

|  | 76,5 % |

| 79  | 8  | 9   | 108 |
| SPD | BP | FDP | CSU |

|  | 80,6 % |

| 79  | 110 | 15  |
| SPD | CSU | NPD |

|  | 79,5 % |

| 70  | 10  | 124 |
| SPD | FDP | CSU |

|  | 77,7 % |

| 64  | 8   | 132 |
| SPD | FDP | CSU |

|  | 76,6 % |

| 65  | 10  | 129 |
| SPD | FDP | CSU |

|  | 78,0 % |

| 71  | 133 |
| SPD | CSU |

|  | 70,1 % |

| 61  | 15    | 128 |
| SPD | Grüne | CSU |

|  | 65,9 % |

| 58  | 12    | 7   | 127 |
| SPD | Grüne | FDP | CSU |

|  | 67,8 % |

| 70  | 14    | 120 |
| SPD | Grüne | CSU |

|  | 69,8 % |

| 67  | 14    | 123 |
| SPD | Grüne | CSU |

|  | 57,1 % |

| 41  | 15    | 124 |
| SPD | Grüne | CSU |

|  | 57,9 % |

| 39  | 19    | 16  | 21 | 92  |
| SPD | Grüne | FDP | FW | CSU |

|  | 63,6 % |

| 42  | 18    | 19 | 101 |
| SPD | Grüne | FW | CSU |

|  | 72,3 % |

| 22  | 38    | 11  | 27 | 85  | 22  |
| SPD | Grüne | FDP | FW | CSU | AfD |

|  | 73,1 % |

| 17  | 32    | 37 | 85  | 32  |
| SPD | Grüne | FW | CSU | AfD |